# Щось нездорове
«Щось нездорове» (англ. What the Health) — американський документальний фільм 2017 року, який спростовує користь від споживання м'яса, риби яєць та молочних продуктів. Фільм системно показує, що найменше в збереженні здоров'я людей зацікавлені фармакологічні організації та організації охорони здоров'я.
Його головна мета – пропаганда рослинного раціону. Документальний фільм був підданий критиці з боку багатьох лікарів, дієтологів та журналістів-розслідувачів, які стверджують, що він спотворює факти.

## Дійові особи
У фільмі були представлені наступні лікарі:
- Мілтон Міллз (лікар, адвокат рослинної їжі, автор)
- Гарт Девіс (баріатричний хірург, адвокат рослинної їжі, автор)
- Майкл Грегер (лікар, адвокат вегетаріанства, автор)
- Майкл Клапер[en] (лікар, адвокат веганства, автор)
- Ніл Барнард[en] (клінічний дослідник, автор, засновник групи захисту прав веганів PCRM)
- Колдвелл Есселстін[en] (лікар, адвокат вегетаріанства, автор)
- Кім А. Вільямс[en] (кардіолог, президент ACC[en])
- Джон Макдугал[en] (лікар, власник вегетаріанської харчової компанії, автор)

Також було опитано ряд немедиків:
- Мікеле Саймон[en] (юрист з питань охорони здоров'я, автор)
- Стів-О[en] (комік, актор у фільмі Диваки)
- Райан Шапіро[en] (історик національної безпеки, MIT)
- Девід Картер[en] (колишній захисник НФЛ)
- Тімоті Шиєфф[en] (чемпіон світу, вільний бій, воїн ніндзя)
- Тіа Бланко[en] (професійна серферка, подвійна чемпіонка світу з серфінгу ISA)